# رغيتي
رغيتي (بالفارسية: رگیتی) هي قرية تقع في قسم جلغة تشاة هاشم الريفي (مقاطعة دلغان) في إيران. يقدر عدد سكانها بـ 177 نسمة بحسب إحصاء 2016.